# البريق (فلم)
البريق (بالإنجليزية: The Shining) هو فيلم رعب نفسي صدر سنة 1980، من إنتاج وإخراج ستانلي كوبريك والذي شارك أيضًا في كتابة السيناريو إلى جانب الكاتبة دياني جونسون. الفيلم مأخوذ عن رواية ستيفن كينغ الصادرة عام 1977 والتي تحمل نفس الاسم وهو من بطولة جاك نيكلسون، شيلي دوفال، سكاتمان كروذرس، وداني لويد. تتركز أحداث الفيلم على حياة جاك تورانس، وهو كاتب طموح يتعافى من إدمان الكحول، يقبل عملًا بصفة حارس في عطلة الموسم لفندق أوفيرلوك التاريخي في كولورادو روكيز. يرافقه أفراد عائلته في هذا العمل، بمن فيهم ابنه الصغير داني تورانس، الذي يمتلك «البريق»، وهي مجموعة من القدرات الروحية التي تتيح لداني رؤية ماضي الفندق الرهيب. بعد فترة وجيزة، تحتجزهم عاصفة شتوية بسبب تراكم الثلوج، فتؤثر القوى الخارقة التي تسكن الفندق في سلامة عقل جاك، ما يعرّض زوجته وابنه إلى خطر كبير.
تمت عملية الإنتاج بشكل شبه حصري في استوديوهات إي إم آي إلستري في إلستري، وقد تم تصميم الأماكن المستخدمة في الفيلم على أساس أماكن حقيقية. كان كوبريك يعمل غالبًا مع طاقم صغير، مما سمح له بإجراء العديد من المشاهد، مما أدى في بعض الأحيان إلى إرهاق الممثلين والموظفين. تم استخدام حاملة الكاميرا ستيديكام الجديدة لتصوير عدة مشاهد، مما منح الفيلم مظهرًا مبتكرًا وغامرًا. هناك الكثير من التكهنات حول المعاني والأحداث في الفيلم بسبب التناقضات والغموض والرموز والاختلافات عن الكتاب.
تم إصدار الفيلم في الولايات المتحدة في 23 مايو 1980، وفي المملكة المتحدة في 2 أكتوبر من قبل وارنر برذرز. كان هناك عدة نسخ للعروض المسرحية، وكانت كل نسخة أقصر من النسخة السابقة؛ تم قصّ 27 دقيقة تقريبًا في المجمل. كانت ردود الفعل على الفيلم في وقت إصداره متباينة؛ انتقد ستيفن كينغ الفيلم بسبب انحرافه عن الرواية. حصل الفيلم على ترشيحين مثيرين للجدل في جوائز الرازيز - أسوأ مخرج وأسوأ ممثلة (لدوفال) - تم سحب هذا الأخير في وقت لاحق بسبب معاملة كوبريك لدوفال أثناء التصوير. استجابة النقاد للفيلم أصبحت لاحقًا أكثر ايجابية.
في عام 2012، تم تصنيف فيلم البريق كواحد من أعظم 75 فيلمًا على الإطلاق في استطلاع أجرته مجلة المشهد والصوت للمخرجين. في عام 2018، تم اختيار الفيلم للحفظ في السجل الوطني للأفلام من قبل مكتبة الكونغرس بوصفه «ذا قيمة ثقافية أو تاريخية أو جمالية». بعد تسعة وثلاثين عامًا من الفيلم الأصلي، تم إصدار تتمة بعنوان دكتور سليب في 8 نوفمبر 2019.

## القصة
جاك تورانس يتولى وظيفة حارس شتوي في فندق أوفرلوك النائي في جبال روكي، والذي يغلق خلال كل موسم شتاء. بعد وصوله، يحذر المدير ستيوارت أولمان تورانس بأن حارس سابق يدعى تشارلز غرادي قتل عائلته ونفسه في الفندق.
في بولدر، يشعر داني، ابن جاك، بالتنبؤ والاختناق. تخبر زوجة جاك، ويندي، الطبيب عن حادثة سابقة عندما قام جاك بفك كتف داني بطريق الخطأ أثناء نوبة غضب سكران. ومنذ ذلك الحين، بقي جاك متعافيًا. قبل مغادرتهم لعطلة الموسم، يبلغ ديك هالوران، الشيف الرئيس في أوفرلوك، داني عن قدرته الذهنية التلقائية التي يتشاركها الاثنان، والتي يطلق عليها "التألق". يخبر هالوران داني أن الفندق لديه أيضًا "تألق" نتيجة بقايا أحداث ماضية غير سارة، ويحذره من تجنب الغرفة 237.
يمر شهر ويبدأ داني في رؤية رؤى مخيفة، بما في ذلك توأمين مقتولين. في هذه الأثناء، تتدهور الصحة العقلية لجاك. لا يحقق أي تقدم في كتابته، ويصبح عرضة لانفجارات عنيفة، ويحلم بقتل عائلته. يتم جذب داني إلى الغرفة 237 بواسطة قوى غير مرئية، وبعد ذلك تجد ويندي أنه تعرض لإصابات جسدية. يحقق جاك ويصادف شبحاً أنثوياً في الغرفة، ولكنه يلوم داني بأنه هو من تسبب في الكدمات على جسده. يُغري جاك للعودة للشرب بواس
طة النادل الشبحي لويد. ثم يبدأ الأشباح، بما في ذلك ديلبرت غرادي، في الظهور في غرفة الذهب. يُبلغ غرادي جاك أن داني اتصل بالشيف هالوران عن طريق القدرة الذهنية لطلب المساعدة، ويقول لجاك أنه يجب أن يُصحح زوجته وطفله.
تجد ويندي مخطوطة جاك التي كُتبت بكلمة واحدة متكررة بلا توقف وهي «العمل دائما دون لعب يجعل من جاك صبيا مملا». عندما يهدد جاك حياتها، توجه ويندي لكمة بيسبول وتُفقده الوعي وتحبسه في مخزن المطبخ، ولكنها وداني لا يستطيعان المغادرة بسبب تخريب جاك للراديو ذو الاتجاهين وسنوكات الثلج في الفندق سابقًا. في غرفتهما في الفندق، يقول داني "ريدروم" بشكل متكرر ويكتب الكلمة حتى على باب الحمام بواسطة أحمر الشفاه. ترى ويندي الكلمة في المرآة وتدرك أنها في الواقع "قتل" تم تهجئتها بالعكس.
يتم تحرير جاك بواسطة شبح غرادي ويتجه لمهاجمة ويندي وداني بفأس. يهرب داني إلى الخارج من خلال نافذة الحمام، وتقاوم ويندي جاك بسكين عندما يحاول اقتحام الباب. يصل هالوران، الذي عاد من عطلته في فلوريدا للرد على نداء الاستغاثة الذهنية لداني، إلى الفندق في سنوكات ثلجية أخرى. يشتت وصوله انتباه جاك، الذي ينصب كمينًا ويقتله في اللوبي، ثم يطارد داني إلى المتاهة المحيطة بالحديقة. تجري ويندي في
الفندق بحثًا عن داني، وتواجه أشباح الفندق ورؤية لتدفق الدم المتساقط مشابهة للتنبؤ السابق لداني.
في المتاهة، يضل داني جاك ويختبئ وراء حفرة ثلجية بينما يتابع جاك مسارًا زائفًا. يتوحد داني وويندي مرة أخرى ويغادران بواسطة سنوكات هالوران، ويتركان جاك يموت من البرد في المتاهة. في صورة موجودة في ردهة الفندق، يظهر جاك وهو يقف في وسط حشد من المحتفلين بحفلة في 4 يوليو 1921.

## طاقم التمثيل
- جاك نيكلسون بدور جاك تورانس
- شيلي دوفال بدور ويندي
- داني لويد بدور داني
- سكاتمان كروذرس بدور ديك هالوران

## الإنتاج

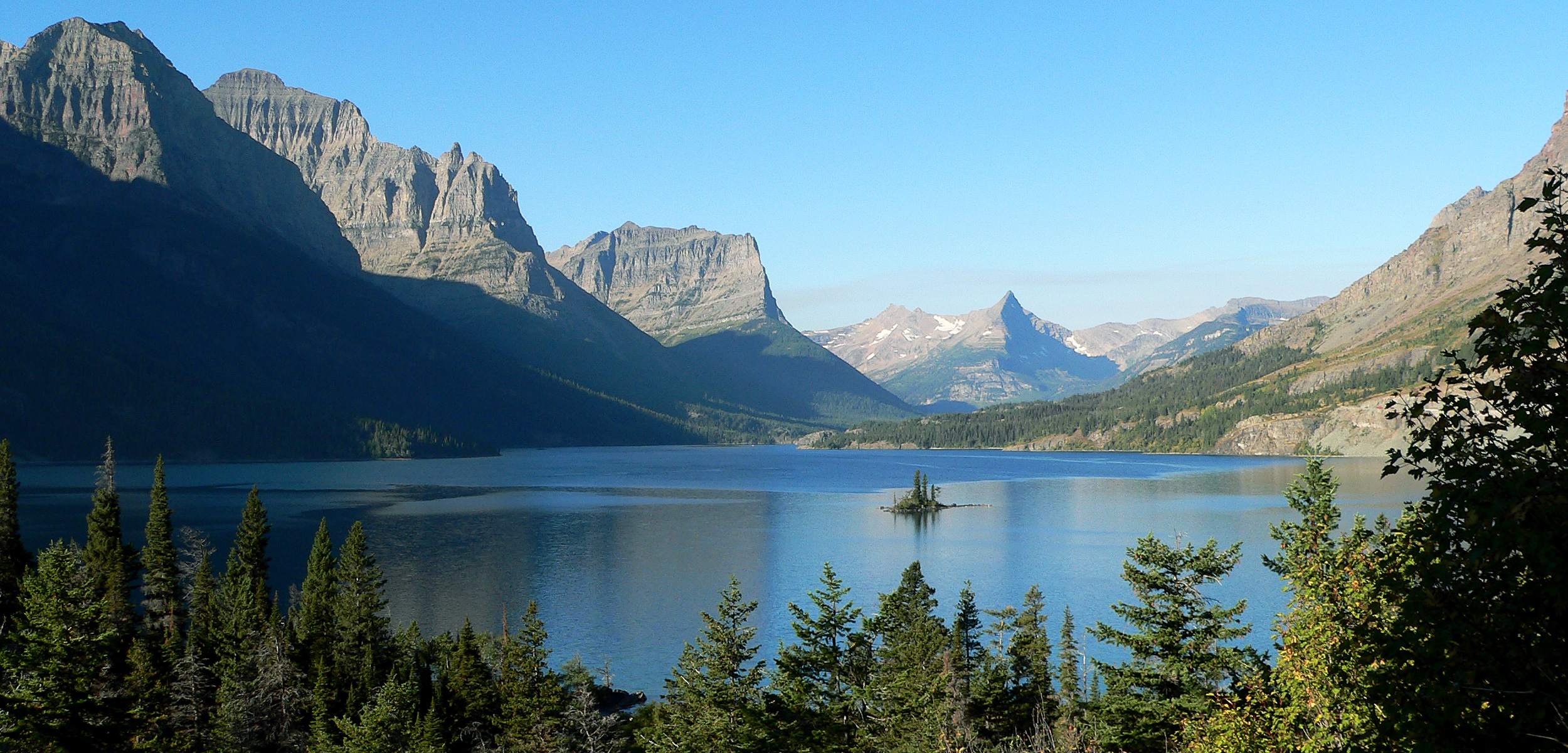
بحيرة سانت ماري بجزيرة وايلد جوس من المشهد الافتتاحي لفيلم البريق.

### التطوير
قبل أن يقوم بإخراج فيلم «البريق» قام كوبريك بإخراج فيلم «باري ليندون» (1975)، وهو فيلم فترة ذو طابع بصري قوي يتحدث عن رجل أيرلندي يحاول الوصول إلى النبلاء البريطانيين. على الرغم من تحقيقه الإنجازات التقنية، لم يحقق الفيلم نجاحًا تجاريًا في الولايات المتحدة وتعرض لانتقادات النقاد بسبب طوله وبطء سرده. وشعر كوبريك، الذي خيب قلة نجاح «باري ليندون» أمله، بأنه يحتاج إلى صنع فيلم يكون تجاريًا ناجحًا بالإضافة إلى أنه يفي بالمتطلبات الفنية. وقيل لستيفن كينغ إن كوبريك قد طلب من موظفيه أن يحضروا له كومة من كتب الرعب حيث اعتكف في مكتبه لقراءتها جميعًا: «سمعت سكرتيرة كوبريك صوت كل كتاب يصطدم بالحائط عندما يقذفه المخرج في كومة الكتب المرفوضة بعد قراءة الصفحات الأولى. وأخيرًا في أحد الأيام، لاحظت السكرتيرة أنها لم تسمع صوت سقوط كتاب آخر منذ مدة. دخلت للتحقق من رئيسها ووجدت كوبريك مشغولًا جدًا بقراءة «البريق)».
وفي حديثه عن موضوع الفيلم، صرح كوبريك بأن «هناك شيء ما خاطئ في شخصية الإنسان بشكل ذاتي. هناك جانب شرير فيها. إحدى الأشياء التي يمكن أن تفعلها قصص الرعب هي أن تظهر لنا الأنماط الأساسية في اللاوعي؛ يمكننا رؤية الجانب المظلم من دون أن نواجهه مباشرة».

### الممثلين

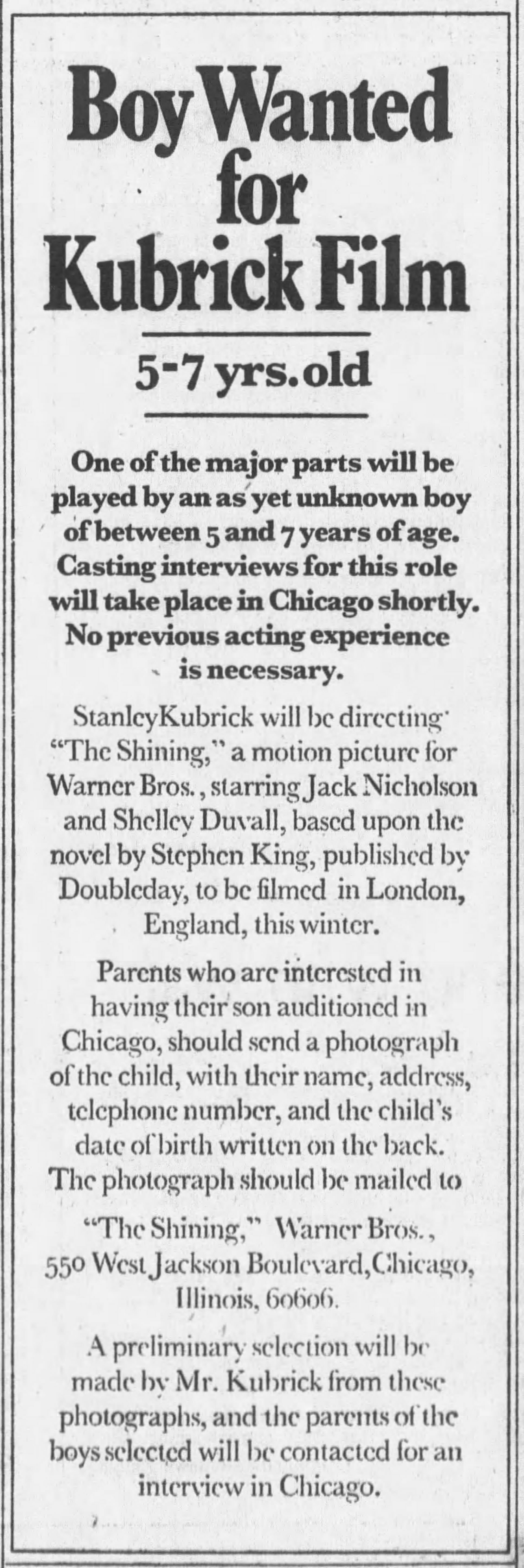
إعلان في صحيفة عن دور داني تورانس

نيكولسون كان اختيار كيوبريك الأول لدور جاك تورانس، وتم النظر في ممثلين آخرين بما في ذلك روبرت دي نيرو (الذي قال إن الفيلم سبب له كوابيس لمدة شهر)، روبن ويليامز وهاريسون فورد، وكلهم تلقوا رفضًا من ستيفن كينج. بالنسبة لستيفن كينج، فقد رفض نيكولسون لأنه اعتقد أنه، نظرًا لأنه قد قام بتصوير فيلم «أحدهم طار فوق عش الوقواق»، فإن المشاهد ستميل إلى اعتباره شخصًا غير مستقر من البداية. لهذا السبب، كان كينج يفضل جون فويت أو مايكل موريارتي أو مارتن شين للدور، الذين سيمثلون بشكل أدق صورة الفرد العادي الذي يدفع تدريجياً نحو الجنون على أي حال، من البداية تم إخبار الكاتب أن الممثل المختار للدور الرئيسي «لا يمكن التفاوض عنه».
بالرغم من أن جاك نيكولسون اقترح في البداية أن جيسيكا لانج ستكون أفضل لدور ويندي في رواية ستيفن كينج، علمت شيلي دوفال في وقت مبكر أنها هي الممثلة التي تم اختيارها للدور (سيعمل نيكولسون مع لانج في فيلمه التالي ساعي البريد دائما يدق مرتين). تختلف شخصية ويندي في الفيلم بشكل ملحوظ عن الرواية، حيث تظهر في الرواية أكثر قدرة وأقل ضعفًا. طوال عملية التصوير، ضغط كيوبريك على دوفال بشدة. يُقال إن المشهد الذي تسلحت فيه بمضرب البيسبول وتسير إلى الوراء على السلالم قبل هجوم زوجها (واحدًا من أكثر المشاهد التي أعيد تصويرها في تاريخ السينما)، لم تكن تمثل امرأة مرعوبة بل شيلي كانت حقًا «مرعوبة». ووفقًا لـ «كتاب غينيس»، طلب كيوبريك تكرار التصوير 127 مرة.
الممثل الشاب الذي كان المرشح الأول من المخرج لأداء دور ابن تورانس هو كاري غوفي (لقاءات قريبة من النوع الثالث)، لكن والديه منعاه، وادعوا أن الفيلم كان مروعًا للغاية بالنسبة لطفل. في بحثه عن الممثل المناسب لأداء دور داني، أرسل كيوبريك فريق زوج وزوجة، ليون (الذي قام بتجسيد اللورد بولينجدون في باري ليندون) وكيرستي فيتالي، إلى شيكاغو ودنفر وسينسيناتي لإجراء مقابلات مع 5000 صبي خلال فترة ستة أشهر. تم اختيار هذه المدن لأن كوبريك كان يبحث عن صبي يتحدث بلكنة تقع بين نمط حديث جاك نيكولسون وشيلي دوفال، حيث ينحدر نيكولسون من نيو جيرسي ودوفال من تكساس. خلال التصوير، تم حماية الطفل الممثل بطريقة خاصة من قبل كيوبريك؛ فقد اعتقد الصبي في كل الأوقات أنه يصور دراما وليس فيلم رعب. بعد دوره في فيلم عام 1982 بعنوان «ويل: جي غوردون ليدي»، ترك داني لويد مهنة التمثيل.

## وصلات خارجية
- مقالات تستعمل روابط فنية بلا صلة مع ويكي بيانات
- البريق على موقع أول موفي.
- The Kubrick Site
- The Kubrick FAQ
- Detailed comparison of American cut with European cut
- Kubrick on The Shining, An interview with Michel Ciment